# Anthony Ustaritz
Anthony Ustaritz, né le 1er décembre 1992 à Thionville, est un arbitre français de football.

## Biographie
Arbitre fédéral 3 depuis le 1er juillet 2019, il officie régulièrement comme arbitre principal au niveau National et comme quatrième arbitre en Ligue 1 pendant la saison 2019-2020. Il dirige son premier match de Ligue 1 le 12 janvier 2020 (AS Saint-Étienne–FC Nantes), lorsqu'il remplace Benoît Bastien, blessé à l'échauffement.